# Kärlek på hal is: Jakten på guldet
Kärlek på hal is: Jakten på guldet (engelska: The Cutting Edge: Going for the Gold) är en amerikansk sportfilm/romantisk dramafilm från 2006 i regi av Sean McNamara, från ett manus skrivet av Dan Berendsen. Filmen, som hade premiär på TV-kanalen ABC Family den 7 februari 2006, är en uppföljare till filmen Kärlek på hal is, som hade biopremiär år 1992. Huvudrollerna spelas av Christy Carlson Romano och Ross Thomas.

## Rollista (i urval)
- Christy Carlson Romano – Jaclyn "Jackie" Dorsey
- Ross Thomas – Alex Harrison
- Stepfanie Kramer – Kate Moseley-Dorsey
- Scott Thompson Baker – Doug Dorsey
- Kim Kindrick – Heidi Clements